# Scotch ale
Scotch ale of kortweg Scotch is een uit Schotland afkomstig biertype.
Onder deze benaming wordt doorgaans een type van sterke, bovengistende ale aangeduid, in Schotland oorspronkelijk bekend als wee heavy. De kleur varieert van amber over donkerbruin tot donkerrood. In het beslag worden pale ale mout en caramelmout gebruikt, waaraan een deel geroosterde ongemoute gerst wordt toegevoegd. Tijdens het maischen worden er relatief veel hogere, onvergistbare suikers in het wort gevormd, wat zorgt voor "body" en moutig karakter van het eindproduct. Hop wordt slechts minimaal gebruikt.
Dit biertype werd na de Eerste Wereldoorlog, samen met andere Britse bieren, populair op het Europese vasteland. Belgische, maar ook Nederlandse, brouwerijen begonnen hun eigen versies te brouwen, doorgaans met Schots of Engels klinkende namen. In België is het biertype zodoende bewaard gebleven; in het land van herkomst is het echter nagenoeg volledig verdwenen.

## Voorbeelden van Belgische Scotch
- Scotch C.T.S. van Anheuser-Busch InBev
- Watneys Scotch Ale van Brouwerijen Alken-Maes
- Gordon's Scotch van John Martin
- Scotch Silly van Brasserie de Silly
- Mac Ben Scotch Ale van Brasserie St-Feuillien
- Mc Chouffe van de Brouwerij van Achouffe
- Super des Fagnes Scotch van Brasserie des Fagnes